# Jean-Baptiste Proulx (prêtre)
Pour les articles homonymes, voir Jean-Baptiste Proulx.
L'abbé Jean-Baptiste Proulx est un prêtre catholique, romancier et dramaturge québécois né le 7 janvier 1846 et décédé le 1er mars 1904. 

## Biographie
À la suite d'études classiques et théologiques au Séminaire de Sainte-Thérèse-de-Blainville, Jean-Baptiste Proulx est ordonné prêtre à Montréal en 1869. Missionnaire au Manitoba depuis 1871, il revient au Québec en 1874. Entre 1877 et 1884, il enseigne au Séminaire de Sainte-Thérèse. De 1889 à 1895, il fut vice-recteur de l'Université Laval à Montréal, jusqu'à son décès.

## Référence
- M. Le vice recteur Jean-Baptiste Proulx (1846-1904), par l'Abbé Elie-J. Auclair, extrait de Figures canadiennes. Première série, Montréal, éditions Albert Lévesque, 1933, 201p., p. 127-137.